# NGC 5832
NGC 5832 (другие обозначения — UGC 9649, IRAS14575+7152, MCG 12-14-15, KARA 656, ZWG 337.25, KAZ 409, PGC 53469) — спиральная галактика с перемычкой (SBb) в созвездии Малая Медведица.
Этот объект входит в число перечисленных в оригинальной редакции «Нового общего каталога».